# Giuseppe Sorcinelli
Giuseppe Sorcinelli (ur. 12 stycznia 1971 w Fano) włoski siatkarz występujący obecnie w Serie A, w drużynie Marmi Lanza Werona. Gra na pozycji libero. Mierzy 195 cm.

## Kariera
- 1991–1997  Carifano Fano
- 1997–1998  Conad Ferrara
- 1998–1999  Lube Banca Macerata
- 1999–2001  Alpitour Cuneo
- 2001–2002  Maxicono Parma
- 2002–2005  Itas Diatec Trentino
- 2005-  Marmi Lanza Werona

## Sukcesy
- Superpuchar Włoch: 1999